# Walter Astudillo
Walter Enrique Astudillo Chávez (San Jacinto, Nepeña, 5 de septiembre de 1961) es un militar (retirado) peruano, con el rango de general de división. Es el actual ministro de Defensa del Perú en el gobierno de Dina Boluarte desde el 13 de febrero de 2024.

## Biografía
Nació en San Jacinto, en el distrito de Nepeña del departamento de Áncash.
Egresó de la Escuela Militar de Chorrillos en 1983 como bachiller en ciencias militares con mención en ingeniería. Cuenta también con un magíster en planeamiento estratégico y toma de decisiones en la Escuela Superior de Guerra del Ejército y un doctorado en administración por la Universidad Alas Peruanas.

### Ejército
Fue segundo jefe de la 2.º División del Ejército, con sede en el distrito de Rímac; director del Hospital Militar Central en 2012; jefe de la Secretaría de Seguridad y Defensa (SEDENA) en 2013; y director del Centro de Altos Estudios Nacionales (CAEN) de 2015 a 2016.
En 2017 ascendió al rango de General de División y pasó a ser asesor del Ministerio de Defensa. De 2018 a 2019 fue Comandante General del Comando de Educación y Doctrina del Ejército (COEDE). En 2020 pasó al retiro.
Fue director del Centro de Altos Estudios Nacionales en la Escuela de Postgrado (CAEN-EPG), de 2021 a 2023.

### Ministro de Estado
El 13 de febrero de 2024, fue nombrado y posesionado por la presidenta Dina Boluarte, como Ministro de Defensa del Perú; tras una recomposición de gabinete, a raíz de una serie de cuestionamiento a varios ministros.